# Egualitarismo
L'egualitarismo (dal francese égalitarisme, da égalitaire, 'ugualitario') è una scuola di pensiero che si basa sul concetto di uguaglianza sociale. L'egualitarismo è la dottrina (propria dei partiti di sinistra) che teorizza la redistruibuzione dei redditi. Diversamente, nell'accezione inglese per egalitarianism si intende genericamente l'idea che tutti gli esseri umani sono uguali in termini di valore fondamentale o status morale.

## Diversi tipi di egualitarismo

### Egualitarismo economico
Detto anche egualitarismo materiale. Mette l'accento sulla necessità di garantire a tutti la pari disponibilità di beni materiali, e quindi, inevitabilmente, mette in discussione la proprietà privata.

### Egualitarismo morale
Pone l'accento sulla necessità di garantire a tutti pari dignità morale.

### Egualitarismo legale
Sostiene l'assoluta uguaglianza di tutti gli individui sotto la legge.

### Egualitarismo politico
Sostiene la necessità di garantire a tutti gli stessi diritti politici.

### Egualitarismo fra generi, sessi e orientamenti sessuali

Simbolo dell'uguaglianza sessuale

Propugna l'uguaglianza dei diritti di tutti gli individui, indipendentemente dal loro sesso biologico, identità di genere od orientamento sessuale.

### Egualitarismo delle pari opportunità
Sostiene che tutti devono godere di pari opportunità in campo economico e sociale. Si distingue in "pari opportunità di accesso", che si configura come "carriere aperte ai talenti", o alternativamente come "pari condizioni di partenza". Se nel primo caso non vi è alcun interessamento da parte dell'autorità costituita riguardo alla possibilità pratica di esprimere i talenti, nel secondo caso viene attuata una ridistribuzione atta a conferire a tutti le medesime condizioni iniziali, annullando i vantaggi derivanti da relazioni sociali e capacità economiche.

## Contraddizioni dell'egualitarismo
Differenti tipi di egualitarismo possono a volte entrare in conflitto, mentre, al contrario, altre volte possono essere reciprocamente complementari ed uno funzionalmente necessario all'esistenza dell'altro. Ad esempio, il comunismo è una dottrina intrinsecamente egualitaria, in base alla quale ciascuno dovrebbe disporre degli stessi beni materiali. Tuttavia, poiché nei sistemi economici esistenti la disuguaglianza tende inevitabilmente a riemergere spontaneamente, una qualche forma di ridistribuzione dei beni si rende periodicamente necessaria. Poiché chi gode di maggior benessere non è solitamente disposto a condividerlo con il suo prossimo, una qualche forma di coercizione diventa allora necessaria, perlomeno nel periodo di transizione da una società basata sulla proprietà privata ed una società comunista. Ma, poiché queste azioni coercitive sono eseguite soltanto nei confronti di alcune persone, e non di altre, ne consegue che automaticamente si determina una situazione di disuguaglianza dei diritti politici a danno degli individui verso cui queste azioni coercitive sono rivolte.
In altre parole, la redistribuzione dei redditi è antitetica al rispetto di uguali diritti (isonomia) propria delle teorie del diritto giusnaturaliste che sostengono l'inalienabilità dei diritti individuali tra cui la proprietà privata, D'altronde, questi non escludono la naturale solidarietà sociale, il cui concetto risulta alternativo a quello di parificazione dei redditi.
L'accezione in lingua inglese relativa alla parità dei cittadini come elettori, propria sia dell'ottocentesco partito radical che del significato odierno di liberal, fu alla base del successo del suffragio universale per sistemi politici democratici. Per certi versi questo risultato è antitetico sia alla concezione antica di democrazia, che diversificava per censo sia i rappresentanti dei diversi poteri sia i loro eventuali elettori, sia quello di separazione dei poteri politici ai fini di sorveglianza reciproca per diversificazione.

### Egualitarismo e marxismo
La storia ha mostrato, come ad esempio nel caso dell'ex Unione Sovietica, che le persone a cui è attribuito il compito di esercitare il potere coercitivo finalizzato al conseguimento dell'uguaglianza, spesso ne abusano. In effetti è ben noto che coloro che detengono il potere politico effettuano vaste ridistribuzioni di risorse materiali a favore proprio di se stessi, togliendo in questo modo qualsiasi tipo di legittimazione ai privilegi politici di cui godono. Per questo motivo la maggior parte dei marxisti concordano sul fatto che il comunismo può essere compiutamente realizzato soltanto se i poteri coercitivi necessari durante il periodo di transizione per realizzare la ridistribuzione sono esercitati da un organismo democratico i cui poteri siano sottoposti ad attenti controlli e bilanciamenti, in modo da prevenire abusi. In altre parole, essi sono giunti alla conclusione che l'egualitarismo politico è un presupposto per realizzare l'egualitarismo materiale.

### Egualitarismo e teorie libertarie
Altri sostenitori dell'egualitarismo materiale hanno respinto il comunismo marxista in favore di dottrine come il socialismo libertario, che non postulano la creazione di uno stato (nel senso capitalistico del termine) come mezzo per garantire la ridistribuzione dei beni durante il periodo di transizione. Le teorie libertarie rappresentano il punto di vista politicamente più radicale dell'egualitarismo, secondo il quale tutti gli individui sono sullo stesso piano (o quasi) nei confronti del potere politico coercitivo, in quanto nessuno è investito di questo potere (e comunque coloro che per necessità ne debbono essere investiti lo sono in misura minima e sono rigorosamente limitati nell'uso che ne possono fare). Tuttavia i sostenitori dell'egualitarismo libertario sono duramente criticati da quelli dell'egualitarismo economico che sottolineano gli aspetti negativi delle economie in cui il libero mercato non è soggetto a vincoli e restrizioni. La Dichiarazione di indipendenza degli Stati Uniti d'America include la frase "tutti gli uomini sono stati creati uguali", che costituisce un esempio di egualitarismo legale, in quanto si riferisce all'uguale trattamento di tutti gli individui di fronte alla legge. Da notare che originariamente la dichiarazione escludeva le donne, gli schiavi ed altri gruppi, ma, successivamente l'uguaglianza è diventata patrimonio universale e componente fondamentale di tutti gli ordinamenti basati sui diritti civili.

## La cultura egualitaria
A livello culturale, negli ultimi due secoli, le teorie egualitarie si sono affinate ed hanno riscosso più o meno consenso. Fra le filosofie egualitarie che hanno avuto la maggiore influenza si annoverano il socialismo, la democrazia ed i diritti umani, che pongono la massima attenzione sugli aspetti economici, politici e legali rispettivamente.
Diverse idee egualitarie godono di ampio supporto tra gli intellettuali e nel pubblico generale di diverse nazioni. Che una di queste idee sia stata implementata significativamente nella pratica, comunque, rimane una questione controversa. Ad esempio, alcuni sostengono che la moderna democrazia rappresentativa sia una realizzazione dell'egualitarismo politico, mentre altri credono che, in realtà, la gran parte del potere politico risieda ancora nelle mani di una classe governante, piuttosto che in quelle del popolo.
Quasi tutte le teorie dell'egualitarismo mirano all'uguaglianza all'interno delle società umane, o quanto meno si riferiscono agli esseri umani in generale come al gruppo rilevante in cui deve prevalere l'uguaglianza.